# Курлаев, Евгений Анатольевич
Евге́ний Анато́льевич Курлаев (род. 15 апреля 1957, Уфа) — советский и российский историк, археолог. Кандидат исторических наук, старший научный сотрудник Института истории и археологии УрО РАН. Известен как специалист по истории металлургии Урала и промышленной археологии.

## Биография
Родился 15 апреля 1957 года в Уфе в семье служащих. В 1974 окончил среднюю школу. В 1975—1977 годах служил в армии.
В 1977—1982 учился на историческом факультете Уральского государственного университета. После окончания УрГУ несколько лет работал в строительной организации, в 1987—1989 годах работал учителем истории и военного дела в екатеринбургской средней школе № 69.
В 1988 году под руководством А. В. Черноухова в Институте истории и археологии УрО РАН защитил кандидатскую диссертацию по теме «Металлургические заводы Урала в XVII — начале XVIII вв. (организационный и технологический аспекты)» с присвоением учёной степени кандидата исторических наук. На формирование научных взглядов Курлаева также оказали влияние В. М. Морозов, Б. Б. Овчинникова и Р. Г. Пихоя. С 1989 года работал старшим лаборантом на кафедре истории России Уральского государственного университета, в 1992—1994 там же учился в аспирантуре. С 1995 года работает научным сотрудником и старшим научным сотрудником (с 2001 года) Института истории и археологии УрО РАН.
В сферу научных интересов Курлаева входит история возникновения уральской металлургии, начальный период истории русского освоения Урала и Сибири, а также промышленная археология, разработка методов археологического исследования исторических памятников и вопросы, связанные с идентификацией останков Царской Семьи. В 1991 году Курлаевым было уточнено местоположение Ницинского железоделательного завода и его производственных объектов, а в 1990 и 1994 годах — местоположение Тумашевского железоделательного завода.
Является автором более 100 научных публикаций.